# Microrregión de Salinas
La microrregión de Salinas es una de las  microrregiones del estado brasileño de Minas Gerais perteneciente a la mesorregión  Norte de Minas. Su población fue estimada en 2006 por el IBGE en 211.158 habitantes y está dividida en diecisiete municipios. Posee un área total de 17.837,277 km².

## Municipios
- Águas Vermelhas
- Berizal
- Curral de Dentro
- Divisa Alegre
- Fruta de Leite
- Indaiabira
- Montezuma
- Ninheira
- Novorizonte
- Rio Pardo de Minas
- Rubelita
- Salinas
- Santa Cruz de Salinas
- Santo Antônio do Retiro
- São João do Paraíso
- Taiobeiras
- Vargem Grande do Rio Pardo

- Datos: Q2455947